# Conotrachelus nitens
Conotrachelus nitens – gatunek chrząszcza z rodziny ryjkowcowatych.

## Zasięg występowania
Ameryka Południowa, występuje w Boliwii oraz Peru.

## Budowa ciała
Przednia krawędź pokryw nieznacznie szersza od przedplecza, zakończona po bokach ostrogą, tylna krawędź równo ścięta. Na ich powierzchni wyraźne, podłużne, garbki. Przedplecze punktowane, w tylnej części niemal kwadratowe, z przodu nieco zwężone.